# Galerie Jiří Švestka
Galerie Jiří Švestka (Jiri Svestka Gallery) je soukromá galerie umění v Praze provozovaná společností Fine Arts of Central Europe s.r.o. Sídlí na Janáčkově nábřeží 5, Praha 5. Byla založena v roce 1995 společností MAKUM s. r. o. jako jedna z prvních komerčních galerií v České republice se zaměřením na mezinárodní a české moderní umění. Jméno získala podle svého zakladatele historika Jiřího Švestky. V průběhu devadesátých let galerie zastupovala nejvýraznější osobnosti českého umění. V letech 2009 – 2017 provozovala pobočku v Berlíně – Jiri Svestka Gallery Berlin. Galerie Jiří Švestka v Praze ukončila svoji činnost v roce 2014. Její provoz byl obnoven 24. května 2017.

## Historie

### 1995 – 2013
Galerii založil v roce 1995 historik umění a galerista Jiří Švestka (nar. 22. dubna 1955 v Táboře). Do roku 2003 sídlila v divadelním sále Mozartea na Novém Městě (Praha 1). V letech 2003 – 2014 tvořily prostory galerie dvě patra ve funkcionalistické budově manufaktury v domě v Biskupské ulici čp. 6. Prostory byly rekonstruovány pražským architektem Radimem Kousalem, který vytvořil jednoduše členěný interiér industriálního charakteru. Výstavní prostory byly umístěny v druhém patře a depozitář v přízemí. Výhodou přestěhování do prostor v Biskupské ulici byla větší plocha, která umožnila také samostatnou prezentaci děl části Kramářovy sbírky a výstavní prostory umožnily konání více výstav současně.

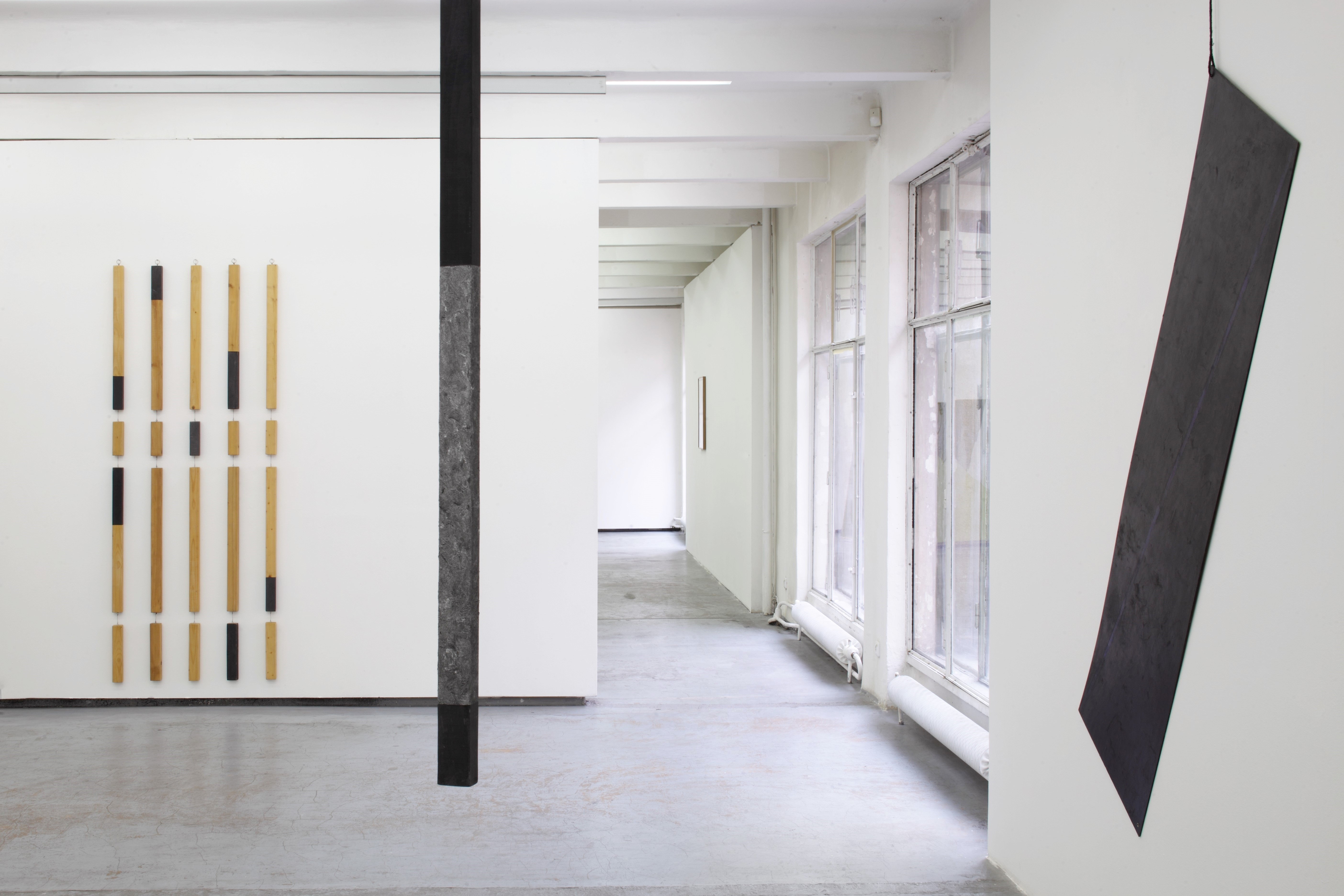
Jan Kotik, Possible Variations, 2011, Praha

V devadesátých letech dvacátého století galerie zastupovala řadu českých a slovenských umělců. Patřil k nim například Jiří Černický, Krištof Kintera, fotografka Markéta Othová, Jiří Franta, David Böhm, Lukáš Jasanský, Martin Polák, Jitka Hanzlová.
V roce 2002 galerie spolupracovala s devatenácti umělci, v roce 2010 se jejich počet zvýšil na dvacet sedm. Lze jmenovat Jana Kotíka, sochaře Stanislava Kolíbala, Zdeňka Sýkoru, fotografa Miroslava Tichého, malířku Veroniku Holcovou nebo Kateřiny Vincourové a další.
Tvorbu českých a slovenských umělců, zastupovaných galerií, lze nalézt v domácích i zahraničních soukromích i státních sbírkách jako je Centre Pompidu, Musée National d’art modern v Paříži, Victoria and Albert Museum v Londýně, The Brooklym Museum New York v USA a dalších.

Galerie prezentovala také řadu zahraničních umělců. Patřil k nim americký malíř Robert Moskowitz, Viktor Pivovarov, žijící v České republice nebo sochař Siah Armajani z Íránu. Značnou část tvořili umělci ze střední Evropy jako Wolfgang Robbe, Stefan à Wengen, Georg Ettle (Německo ) nebo japonské umělkyně žijící v Německu – Maki Na Kamura a Leiko Ikemura, Katarzyna Kozyra a Rafal Bujnowski (Polsko), Michael Biberstein (Švýcarsko). Svými díly byli zastoupeni Mark Wallinger, Clare Woods, Tony Gragg (Anglie), Ger van Elk, emigrant Tomáš Rajlich (Holandsko), Paolo Chiasera (Itálie), Juliad Sarmento (Portugalsko), Jarg Geismar (Švédsko), Ionas Nemes, nebo Dan Perjovschi (Rumunsko).

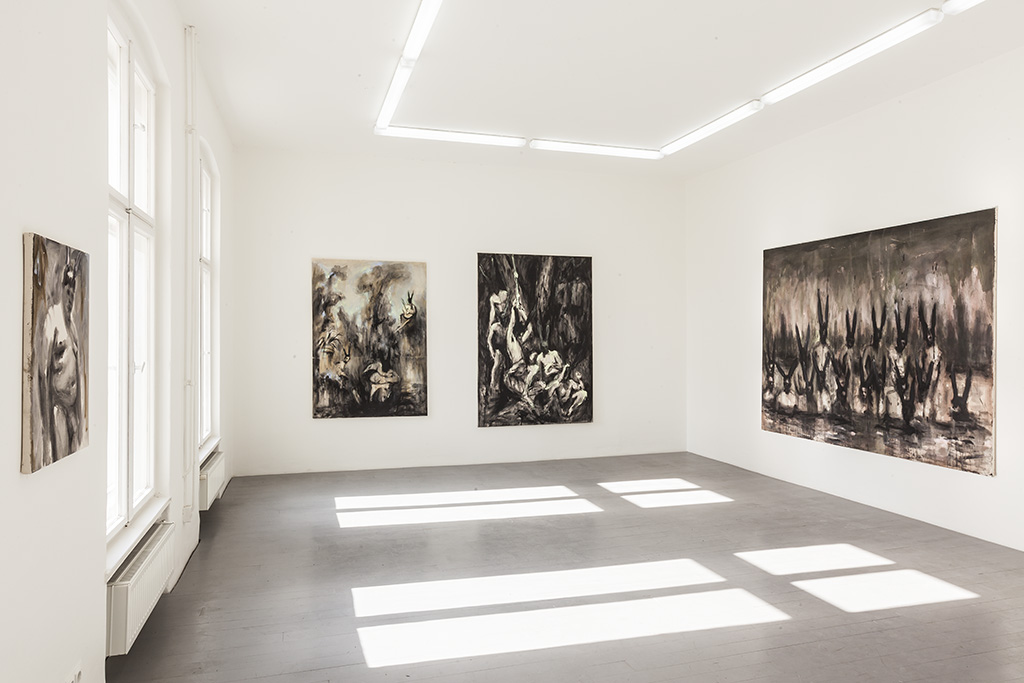
Golden Sands, 2012, Andrej Dubravsky, JIri Svestlka Gallery, Berlín

#### Jiri Svestka Gallery Berlin
V roce 2009 byla otevřena v Berlíně na Postdamer Strasse 81 Jiri Svestka Gallery Berlin. Obdobně jako pražská pobočka byla zaměřena na prezentaci mladých umělců především ze střední Evropy. Vystavovali zde Rafał Bujnowski, Andrej Dúbravský, Jan Durina, Mark Ther, Martin Kohout, Jan van der Pol, Krištof Kintera, Jiří Černický, Maki Na Kamura, Katarina Poliačiková, Adéla Babanová, Josef Bolf, Jiří Franta, David Böhm, Sofie Švejdová a další.

#### Výstavy a veletrhy
Galerie uspořádala během patnácti let existence přes osmdesát výstav. Nad skupinovými nebo tematickými výstavami převažovaly monografické výstavy zahraničních umělců prezentující jejich aktuální tvorbu, z větší části byly prodejní.
Růžena Brunclíková zdědila část sbírky po svém otci Karlu Kramářovi a svěřila ji galerii, která z ní vytvořila trvalou expozici – většinou méně známá díla z Kramářovi kolekce českých autorů moderny nebo francouzských impresionistů apod.
Seznam výstav
- 1996 – Matej Krén
- 1996 – Thomas Huber, The Bank – a value Act
- 1997 – United Enemies, Mannerism and Synthesis
- 1997 – Mark Wallinger, The Importance of Being Ernest in Esperando
- 1997 – Michael Biberstein, Paintings
- 1997 – 1998 – Bořek Šípek, Bohemian Forest
- 1998 – Doug Aitken, Diamond Sea
- 1998 – Dan Graham
- 1998 – Jan Kotík, The 90’s: Drawings and Painted Objects
- 1999 – Jindřich Streit, At the End of the World
- 1999 – Robert Moskowitz, Paintings and Drawings
- 1999 – Milena Dopitová, I’m Gonna Make You Wonder if You’re My Friend
- 1999 – 2000 – Michael Jäger, Gemenge 2
- 2000 – Gek van Elk
- 2000 – Milena Dopitová, Come, I’ll show you the way through Paradis
- 2000 – 2001 – Wolfgang Robbe, Metaphorical space
- 2001 – Petra Vargová, Sphere
- 2001 – Praise of Folly, Exhibition of the Czech Association for Mental Health
- 2001 – Lukáš Jasanský, Martin Polák, County Photography Exhibition
- 2001 – Jitka Hanzlová, Female
- 2001 – Otto Gutfreund, Drawings and Sculptures

- 2001 – 2002 – Siah Armajani, Glass Front Porch for Walter Benjamin
- 2002 – Jiří Černický, Brand New Rubbish
- 2002 – Kateřina Vincourová, New Heroes
- 2002 – 2003 – Ann-Sofi Siden, QM, I think I call her QM
- 2003 – Jan Kotík, Prints, works on paper and paintings from 1940 –1970
- 2003 – Markéta Othová, Best of
- 2003 – Juliao Sarmento
- 2003 – Bishops Court Six
- 2003 – Tomas Rajlich, Paintings
- 2004 – Collector Vincenc Kramar I, Cubist Paintings by Emil Filla
- 2004 – Alvaro Siza, SIZA 5:50
- 2004 – Lukáš Jasanský, Martin Polák, Village
- 2004 – Michal Pěchouček, Pramroom
- 2005 – Collector Vincenc Kramar II, Prints of French Impressionism and Fauvism
- 2005 – Krištof Kintera, Super Natural Special Real
- 2005 – Jiří Černický, ABS Story Paintings and Small Scale Sculptures
- 2005 – Jitka Hanzlová, Forest
- 2005 – Dieter Roth, Prints and Multiples
- 2005 – Milena Dopitová, Sixtsomething
- 2005 – Veronika Holcová, Territory
- od 1. prosince 2005 – Vincenc Kramář Collection, stálá expozice
- 2006 – Michal Pěchouček, Passanger Train
- 2006 – Tony Cragg
- 2006 – Petra Feriancová, By the way...
- 2006 – New Heroes – Contemporary and Modern Art
- 2006 – Jorg Immendorff, Malerstamm
- 2006 – 2007 – Markéta Othová, Talk to Her
- 2007 – Heretic & Co., The Golden City
- 2007 – Markus Huemer, Don’t waste time with art
- 2007 – Clare Woods
- 2007 – Järg Geismar, Noting fits, everything goes
- 2007 – 2008 – Dan Perjovskchi, Second time (is better), Obrazy, kresby, instalace
- 2008 – Rafal Bujnowski, Lamp Black, Obrazy
- 2008 – Michal Pěchouček, Screen, Obrazy
- 2008 – Ioana Nemes, Time Exposure, Objekty a instalace
- 2008 – Veronika Holcová, Memory, Obrazy
- 2008 – Motivation – Work – Implement, Skupinová výstava
- 2008 – Maki Na Kamura, Le desespoir du peintre, Obrazy
- 2008 – Hans Rath, obrazy
- 2009 – Jakub Hošek, Let me rule, Obrazy a instalace
- 2009 – Paolo Chiasera, Archivio Zarathustra, Obrazy a instalace
- 2009 – Leiko Ikemura, Obrazy a sochy
- 2009 – Viktor Pivovarov, A Cockroach for Dinner, Obrazy
- 2009 – Jaromír Novotný, Transition Point, Obrazy
- 2009 – 2010 – Contemporary Czech and International Gallery Artists, Obraz, sochy
- 2010 – Krištof Kintera, A Bigger Problem Than Yours, Sochy, instalace
- 2010 – Edward Dwurnik, Praga, Obrazy, kresby
- 2010 – Thomas Helbig, Obrazy, kresby, sochy
- 2010 – 2011 – Robert Wilson, Video portraits, Video
- 2011 – Katarína Poliačiková, Vertical Narratives, Instalace
- 2011 – Petra Mala Miller, The Voice Reached Us Through the Floor, but the Words Themselves Were Lost, Fotografie
- 2011 – Jan Kotík, Possible Variations, Obrazy, objekty
- 2011 – Markéta Othová, Fotografie
- 2011 – Adéla Babanová, Troublemakers, Video instalace
- 2011 – 2012 – Kateřina Vincourova, Objekty
- 2012 – Marina Paris, Unreal Space, Fotografie
- 2012 – Jiří Franta, David Böhm, ECHLOG, Kresby, instalace
- 2012 – Maik Wolf, Locked in (-) Landscapes, Obrazy
- 2012 – SEO, Neugierige Welt, Obrazy
- 2012 – Cornelia Schleime, Ich nehm‘ nur Gold, Obrazy
- 2012 – Leonid Tishkov, Derelict Utopies, Video instalace
- 2012 – Stefan à Wengen, The Occurrence, Obrazy
- 2012 – 2013 – Jan Vytiska, Kristina Chrastekova, Plameny mi rosily zrak, Obrazy
- 2013 – Andrej Dúbravský, Zlaté piesky, Obrazy
- 2013 – Jan Van Der Pol, Pluriform & Simultaneous, Obrazy
- 2013 – David Böhm, 100 týdnů, kresba
- 2013 – Viktor Takáč, Studio retrospectiv, Obrazy

Veletrhy umění
Galerie také prezentovala umělce na světových veletrzích umění. Například se zúčastnila veletrhů Volta Show (2009) a Armory Show v New Yorku (2009 – 2012), Volta Show ve švýcarské Basileji (2009 – 2012), Art.Fair Cologne (2010 – 2011), The Europaen fine art fair Maastricht (2008), Art Moscow (2008) a dalších.

#### Galerijní fond
Do galerijního fondu byla zařazena díla autorů jako Josef Šíma, Bedřich Feigl, František Drtikol, Otto Gutfreud, František Kupka, Josef Sudek, slovenská sochařka Mária Bartuszová, Jan Kotík a Karel Malich. Sbírka fondu obsahuje práce Jiřího Černického, německé fotografky Candidy Höferové, německého malíře Klause Merkela, Lucase Imsanda (Argentina), Ryana Mendozu (USA), českého malíře a grafika Jiřího Petrboka, německého malíře Wolganga Robbeho, Thomasa Ruffa, Markuse Selgeho. Galerie vlastní také grafické listy Andyho Warhola, Jiřího George Dokoupila, anglického sochaře Richarda Longa nebo Bruce Naumana.

#### Literární sklony
Mezi lety 2009 a 2011 byl v galerii realizován projekt Literary Tends (Literární sklony) – propojení literatury a umění. Na projektu se podílel Petr Borkovec a výtvarnice Veronika Holcová. V galerijních prostorách byly pořádány přednášky, kde čeští literáti komentovali a četli své texty k předem vybraným uměleckým dílům. Například Radka Denemarková psala o díle Rosalby Carriery, Sylva Fischerová o Rembrandtovi, Petra Hůlová seznámila posluchače se svým pohledem na dílo Michala Pěchoučka. Své názory a komentáře k vybraným obrazům přednesli také Jáchym Topol, Michal Ajvaz nebo Viola Fischerová a další.

### Rok 2014
Koncem roku 2014 byl nucen Jiří Švestka z ekonomických důvodů provoz pražské galerie ukončit. Na uzavření galerie se podepsal vliv velké recese ale i rozvoj internetu, kdy umělci přestávají být dlouhodobě závislí na kamenné galerii.

## Jiri Svestka Gallery v Praze
Po ukončení činnosti pražské Galerie Jiří Švestka, pobočka Jiri Svestka Gallery Berlin dále fungovala. V roce 2017 se objevil investor společnost Fine Arts of Central Europe s.r.o. a 24. května 2017 byla nově otevřena pražská Jiri Svestka Gallery. Současně byl ukončen provoz Jiri Svestka Gallery v Berlíně. Zůstal však koncept berlínské galerie, ve světě aktuální, vystavovat v komornějším prostoru. Stal se jím činžovní dům na Janáčkově nábřeží 5 v Praze. Galerii tvoří tři výstavní místnosti. Doplňuje ji privátní depozitář a showroom. Zde se lze podívat na další zajímavá díla českých a zahraničních autorů z fondu galerie, jako je Jan Kotík, Adriena Šimotová, Karel Malich, Otto Gutfreund, Mária Bartuszová, Maki Na Kamura, Krištof Kintera, Jitka Hanzlová, Sofie Švejdová, Andrej Dúbravský, Rafal Bujnowski, Adéla Babanová, Karíma Al-Mukhtarová a další.

### Vydané publikace a katalogy
K některým výstavám galerie vydává doprovodné publikace s úvodním textem, fotografiemi vystavených děl i informacemi o umělci.
- Veronika Holcová[10]
- Tomáš Rajlich
- Rafal Bujnowski[11]
- Markéta Othová
- Krištof Kintera
- Lukáš Jasanský / Martin Polák
- Maki Na Kamura
- Michal Pěchouček
- Wolfgang Robbe
- Petra Malá Miller
- Katarina Poliačiková
- Ioana Nemes
- Jaromír Novotný
- Jan Kotík